# 国際ベジタリアン連合
国際ベジタリアン連合 (International Vegetarian Union: IVU) は、菜食主義を促進することを目的とした国際的な非営利団体。IVUは1908年にドイツのドレスデンで設立された。各国の菜食主義者の団体が加盟する統括機関とされ、世界ベジタリアン会議および地域ベジタリアン会議（World and Regional Vegetarian Congresses）を組織する。大会は二年周期で交互に開催される。

## 説明
IVUの上部組織は国際評議会 (International Council) であり、それを形成する評議員は加盟する協会が世界ベジタリアン会議で選出した無償のボランティアである。加盟組織は大陸規模のグループ（欧州ベジタリアン連合 EVU、北米ベジタリアン協会 VUNA 、全英動物実験反対協会 NAVS など）や地域規模の菜食主義者の団体で、その主な目的は菜食主義の促進と菜食生活の支援（例えば EarthSave）である。
またIVUは地域組織や全国組織にヴェジタリアン・フェスティバル（例えば2015年10月の25日のシドニーやメルボルンでの第43回ワールドヴェジフェスト WorldVegFest など）を開くよう勧めている。

## 著名なメンバー
- ゴードン・ラトー (医師)（英語版）

## 地域グループ
- アジア太平洋ベジタリアン連合(Asian Pacific Vegetarian Union: APVU)
- ヨーロッパベジタリアン連合（英語版） (European Vegetarian Union)
- 北アメリカベジタリアン連合 (Vegetarian Union of North America)
- 南アメリカベジタリアン連合 (South American Vegetarian Union)
- 東南アジアベジタリアン連合 (Southeast Asian Vegetarian Union)